# 3068 Khanina
A 3068 Khanina (ideiglenes jelöléssel 1982 YJ1) a Naprendszer kisbolygóövében található aszteroida. Ljudmila Georgijevna Karacskina fedezte fel 1982. december 23-án.